# 蕭士瑋
蕭士瑋（1585年—1651年），字伯玉，號醉石，改號三莪，江西吉安府泰和縣人。明朝政治人物，官至南京吏部郎中。

## 生平
萬曆四十年（1612年）壬子科舉人，萬曆四十四年（1616年）丙辰中會試。天啓二年（1622年）補壬戌科殿試，成進士，官行人司行人。
崇祯二年（1629年），琉球国尚豐王遣使請封。按照惯例，朝廷应派给事中和行人各一人，充任琉球册封使。正使已选定杜三策，副使则預備在行人萧士玮和孔闻籍中选出。然而，两人互相推诿，互骂至司正楊掄门前。楊掄忍无可忍，索性自请担任副使。崇祯帝便下诏升楊掄为京堂，萧士玮降三级并调外任，孔闻籍不准参与考选，调南京用。萧士玮谪河南布政使司知事，历升光禄寺典簿、评事，礼部主事、吏部主事，擢南京吏部考功司郎中。
弘光朝，遷光祿寺少卿，拜太常寺卿，移疾還裏。明亡，专心著述。清順治八年（1651年）卒。

## 著作
著有《春浮园集》十卷、《起信论解》一卷及多种日录传世。钱谦益论其“无俗情、无俗务、无俗文、无俗诗。”

## 家族
曾祖蕭端福。祖父蕭勝，贈文林郎知縣。父蕭一傑，河南府同知。